# Decafluoreto de ditelúrio
O composto químico hipotético decafluoreto de ditelúrio foi amplamente descrito na literatura (e.g.) mas o que acreditava-se ser Te2F10 tem sido demonstrado como sendo F5TeOTeF5. 
 Uma revisão de como este erro ocorreu foi feita por P.M. Watkin.